# Новобранцы сходят с ума
«Новобранцы сходят с ума» или «Безумные новобранцы» (фр. Les Bidasses en folie) — французский комедийный фильм 1971 года режиссёра Клода Зиди. Премьера состоялась 15 декабря 1971 года.
Главные роли исполнили участники комик-группы «Шарло».

## Сюжет
Пять друзей мечтают о создании поп-группы под названием «Туристы». Они выигрывают в одном из конкурсов, но вместо этого их призывают в армию.

## В ролях
| Актёр           | Роль               |
| --------------- | ------------------ |
| Жерар Ринальди  | Жерар              |
| Жан Саррюс      | Жан                |
| Жерар Филипелли | Фил                |
| Луи Рего        | Луи                |
| Жан-Ги Фешнер   | Жан-Ги             |
| Жак Дюфило      | полковник          |
| Жак Сейлер      | Сержант Беллек     |
| Марион Гам      | Креме              |
| Пьер Гуальди    | директор ресторана |
| Кристиан Фешнер | клиент ресторана   |
| Martin Circus   | играют самих себя  |
| Triangle        | играют самих себя  |